# Креветка на грилі (фільм)
Креветка на грилі (англ. The Shrimp on the Barbie) — американська романтична комедія, 1990 року, режисера Майкла Готліба, відзнята в Австралії та Новій Зеландії. Хоча фільм був про події в Австралії, лише декілька перших сцен було відзнято в Сіднеї, а основні роботи зі створення фільму відбувались в Новій Зеландії, в місті Окленд. Також при зніманні, було використано місцеву, новозеландську знімальну групу і значну кількість місцевих акторів, для ролей другого плану. Головні ж ролі дістались, відомим і популярним на той час американцю, Чічу Маріну та британці Еммі Семмс. Попри солідний бюджет і зірковий акторський склад, фільм виявився провальним. Критика фільму була нищівною, а збори від прокату в США мізерними в порівнянні з витратами на виробництво фільму.

## Назва
Оригінальна назва фільму «The Shrimp on the Barbie», походить з відомого, на той час, відеоролика, рекламної кампанії «Come and Say G'Day!». Ця рекламна кампанія, тривала з 1984 по 1990 рік, була орієнтована переважно на авдиторію США та Канади і вважається однією з найуспішніших рекламних кампаній туризму в історії. До початку кампанії, Австралія займала 78 місце у списку «найбажаніших» місць відпочинку американців, лише після трьох місяців рекламної кампанії, Австралія підскочила до 7 місця, а надалі зайняла й 1 місце. Протягом наступних двох десятиліть Австралія коливалася між першим і другим місцями у списку «відпусток мрії» американців. На одному з рекламних відео відомий австралійський актор Пол Гоґан, пропагує відпочинок в Австралії, і наприкінці промовляє фразу «Я підкину тобі додаткову креветку на гриль» (англ. «I'll slip an extra shrimp on the barbie for you»). Ця фраза стала крилатою і впізнаваною в суспільстві, і частину саме цієї фрази, творці фільму взяли за назву. Очікувалося що такий крок, підвищить інтерес до фільму в центрі сюжету якого закладені пригоди американців в Австралії.
Окрім того, в назві використана гра слів, якщо поглянути на офіційний постер, то слово «креветка» (англ. «shrimp») виділено графічно і знаходиться над головним героєм фільму, Карлосом, що ніби підкреслює його дивакуватість і незграбність. Натомість над головною героїнею Алекс, так само нависає графічно виділене слово «барбі» (англ. «barbie»), що хоч і є сленговим означеннями гриля, проте викликає асоціацію з ляльками барбі і символізує вишуканість і модельну зовнішність. Тож фраза «The Shrimp on the Barbie», може трактуватися по різному: і як алюзія до рекламної кампанії Австралії, і як символ інтимних стосунків незграбного дивака і вишуканої дівчини.
За межами північної Америки, фраза про креветку на грилі, не була такою поширеною і зрозумілою, окрім того, в деяких країнах компанія «Mattel», володіє ексклюзивними правами, на торговельну марку «Barbie» і тому це слово не можна було використати в назві фільму. Як результат цього, в багатьох країнах, фільм отримав альтернативні назви:
- «Хлопець з пекла» (англ. «The Boyfriend from Hell») — у Великобританії;
- «Наречений з пекла» (рос. «Жених из преисподней») — в Росії;
- «Оце наречений» (угор. «Micsoda vőlegény») — в Угорщині;
- «Карлос кенгуру» (нім. «Känguruh Carlos») — в Німеччині;

Українською фільм ніколи не дублювався, тому окремої назви українською мовою не має.

## Сюжет
Карлос Муньос — актор невдаха, що від нужди, змушений працювати офіціантом в мексиканському ресторані «Manana» та Алекс Гобарт — молода красуня, спадкоємиця величезних статків свого батька, одного з найбагатших людей Австралії. Випадкове знайомство та подальші комічні перипетії стосунків цих двох людей складають основу сюжету фільму.
Під час святкування дня народження Яна Гобарта, в ресторані «Manana», Алекс знайомить його зі своїм нареченим Брюсом Вудлі. Проте батько Алекс дуже невдоволений вибором своєї доньки, влаштовує їй скандал, і каже, що не дозволить їй вийти заміж за Брюса, бо будь-хто буде кращим вибором, ніж її наречений. Розлючена дівчина, прагнучи довести батьку свою правоту, наймає незграбного офіціанта, Карлоса, щоб той зіграв для неї роль найгіршого нареченого у світі. Алекс запрошує Карлоса на вікенд, в будинок своїх батьків, дівчина має надію, що побачивши Карлоса, її батько вже не буде проти шлюбу з Брюсом. Карлос хамить, чіпляється до покоївок і до кузини Алекс, і взагалі намагається поводитись максимально огидно, але все йде не за планом. Ян Гобарт дізнається про план своєї доньки й щоб покарати її погоджується на її шлюб з Карлосом, ситуація виходить з під контролю. Тим часом її наречений Брюс зраджує Алекс з її найкращою подругою Домінік. Всі ці події призводять до цілої низки кумедних і конфліктних ситуацій, фіналом яких, стане справжнє кохання Карлоса та Алекс.

## В ролях
- Чіч Марін — Карлос Муньос
- Емма Семмс — Алекс Гобарт
- Вернон Веллс — Брюс Вудлі, наречений Алекс
- Брюс Спенс — Вейн, власник ресторану «Manana»
- Керол Девіс — Домінік, найкраща подруга Алекс
- Теренс Купер — Ян Гобарт, батько Алекс
- Жанетт Кронін — Меггі Рідлі, кузина Алекс
- Гарі МакКормік — Гарі Вільямс, ресторанний критик
- Френк Віттен — Блу
- Джун Бішоп — Айрін Гобарт, мати Алекс
- Девід Арг'ю — Кевін, співмешканець Карлоса
- Брюс Олпрес — містер Рідлі, батько Меггі
- Вел Ламонд — місіс Рідлі, мати Меггі
- Річард Ханна — Найджел, партнер Алекс з тенісу
- Ноель Епплбі — Слім, шеф-кухар «Manana»
- Ерік Лідді — Едісон, дворецький в будинку Гобартів
- Кім Б'юкенен — Єва Трейсі
- Джоел Тобек — Ленс, відвідувач бару